# Die 4. Revolution – Energy Autonomy
Die 4. Revolution – Energy Autonomy ist ein deutscher Dokumentarfilm aus dem Jahr 2010 von Carl-A. Fechner und hat den Umstieg auf Erneuerbare Energien zum Thema. Der Filmtitel spielt auf die Fortführung technischer Revolutionen der Vergangenheit an: Nach der Agrarrevolution, der Industriellen Revolution und der Digitalen Revolution folge als vierte Revolution die Energiewende.
In vierjähriger Arbeit wurde der Film in zehn Ländern der Welt gedreht. Hierbei werden anhand von Projekten Konzepte für die verschiedensten Länder und Lebensbereiche vorgeschlagen. Der Film enthält unter anderem Beiträge vom Friedensnobelpreisträger Muhammad Yunus und vom nur wenige Monate später, im Oktober 2010 verstorbenen Träger des Right Livelihood Award Hermann Scheer.

## Inhalt
Der Film führt zu verschiedenen Orten der Welt und zeigt, wie Menschen für eine Energiewende arbeiten.

### Los Angeles strotzt vor Energie – aus knappen Brennstoffen
Der Politiker Hermann Scheer ist in Los Angeles unterwegs. Der Film zeigt, wie energiehungrig heutige Gesellschaften sind und dass es deutliches Verbesserungspotential gebe (etwa in Solaranlagen). Er weist auch auf die Importabhängigkeit fossiler Energien hin. Scheer war Präsident von Eurosolar, Mitbegründer der Internationalen Organisation für Erneuerbare Energien (IRENA), Ratsmitglied des World Future Council und erhielt zahlreiche Auszeichnungen.
Auf einem Vortrag an der University of California erklärt Scheer, dass es über 40 Länder in der Welt gibt, die für den Import von Öl mehr ausgeben, als sie durch ihren gesamten Export einnehmen. Das durchschnittliche Pro-Kopf-Einkommen in den Ländern der Dritten Welt beträgt nur rund 2 bis 8 Prozent des Einkommens in den Industrienationen, sie müssten aber Öl zum gleichen Preis einkaufen wie die reichen Nationen. Man könne die Probleme der Dritten Welt nicht lösen, ohne eine nachhaltige und unabhängige Energieversorgung einzubeziehen.

### OPEC-Connection: Ein Erdöl-Experte berät Regierungen
Immer wieder sagt der Chefökonom der Internationalen Energieagentur (IEA) Fatih Birol, dass eine Energiewende in überschaubarer Zeit nicht möglich wäre. Da der Energiebedarf in Zukunft deutlich ansteigen werde, benötige man weiterhin Technologien wie Kohlekraftwerke und Kernkraftwerke. Seine Agentur entwirft Energieszenarien, mit denen sie die Regierungen ihrer 28 Mitgliedsstaaten, aber auch Regierungen anderer Ländern der Welt, beraten. Birol geht davon aus, dass der Energiebedarf weltweit bis zum Jahr 2030 um 45 % ansteigen wird, wobei rund 80 % der Energie von fossilen Brennstoffen wie Öl, Gas und Kohle kommen wird. Birol arbeitete 6 Jahre lang als Öl- und Energieberater für die OPEC, bevor er 1995 zur IEA kam. Birol erklärt: „Das Meiste was ich über Energie weiß, verdanke ich meiner Arbeit in der OPEC.“
Fatih Birol empfiehlt die Nutzung von Kernkraft, um den CO2-Ausstoß zu verringern. Die Preise seien vernünftig, das benötigte Uran überall in der Welt verfügbar. „Frankreich bezieht 80 Prozent seiner Energie aus Atomkraft. Nuklearer Abfall war nie ein Problem.“
Hermann Scheer weist auf die Erschöpfung der herkömmlichen Ressourcen, die Gesundheitsschäden durch das heutige Energiesystem und auf die Gefahren der Atomenergie hin: strahlende Abfälle, Unfallgefahren, Atomterror. „Diese Risiken sind keinesfalls gegenstandslos, nur weil es das CO2-Klimaproblem gibt.“
Es wird darauf hingewiesen, dass die Mitglieder der OPEC im Jahr 2008 rund 1.000 Milliarden US-Dollar durch den Verkauf von Öl einnahmen.

### Energie-Autonomie auf der dänischen Halbinsel
Als Gegenkonzept zeigt Preben Maegaard, wie im Nordwesten von Dänemark eine Halbinsel mit 50.000 Einwohnern vollständig mit Erneuerbaren Energien versorgt wird. Neben einem Energiemix, der verschiedene Quellen nutzt, kann die Energie auch gespeichert werden. Die Initiative geht auf das Nordic Folkecenter for Renewable Energy zurück.
Maegaard spricht die Widerstände an und betont, dass es weniger um die Technik geht, sondern um politische und organisatorische Widerstände gegen den Wandel. Die bisher auf zentralisierte Lösungen mit Großkraftwerken aufgebaute Energieversorgung muss für eine Energieautonomie in Lösungen überführt werden, die auf regionaler Basis beruhen. Er widerspricht dem Vorurteil, dass die Energiewende in erster Linie Verzicht bedeuten würde.

### „Das Windrad – oder wir“: Eltern drohten ihrem visionären Sohn
Matthias Willenbacher hatte schon früh Visionen: Gegen den Rat der Eltern investierte er in eine eigene Windkraftanlage – heute betreibt sein Unternehmen juwi aus dem deutschen Wörrstadt unzählige profitable Windparks und errichtete auch das bis dahin größte Solar-Kraftwerk der Welt, den Solarpark Waldpolenz in der Nähe von Leipzig mit einer Leistung von 40.000 Kilowatt. Nun baute er ein Bürogebäude, das den Anspruch hat, das energieeffizienteste Bürogebäude der Welt zu sein. Die Bauweise entspricht dem Passivhaus-Standard. Durch drastische Einsparung der laufenden Energiekosten (die Gesamtkosten für Strom und Wärme betragen lediglich 2 Euro/m² im Jahr) amortisiert sich die Investition für das neue Bürogebäude bereits in 5–7 Jahren.

### Energiesparen im Passivhaus Pfungstadt
In Pfungstadt wird ein Altbau aus den 50er-Jahren zum Passivhaus umgebaut. Neben der energetischen Sanierung wird begleitend ein Energiekonzept erarbeitet, welches auf Nutzung verschiedener Energiequellen setzt, wie Photovoltaik und einem Blockheizkraftwerk mit Kraft-Wärme-Kopplung. Somit lässt sich der Energieverbrauch um 80 % reduzieren.

### Licht für Mali oder: Das Ende der Geburt unter Einsatz einer Taschenlampe
Ibrahim Togola hat in Sankt Petersburg studiert und sein dortiger Professor empfahl ihn Preben Maegaard in Dänemark als Trainee. Bei Maegaard lernte er 10 Monate lang alles über Erneuerbare Energien. Heute trägt er die Ideen des Nordic Folke Center in seine afrikanische Heimat.
In ganz Afrika haben über 60 % der Menschen keinen Zugang zu Elektrizität, in Mali sind es sogar fast 80 %. Togola und die Männer seines Mali Folke Center installieren Solarmodule – zum Beispiel auf dem Dach einer Entbindungsstation in Zambala. Die Hebamme freut sich sichtlich über das elektrische Licht. Bisher war bei Nacht nur eine zwischen Schulter und Ohr geklemmte Taschenlampe im Einsatz.

### Dezentral und demokratisch: Die Energie der Ölfrucht Jatropha
In den Dörfern Malis baut Ibrahim Togola autonome Energie-Systeme auf. Die Ölfrucht Jatropha, bisher entweder für den Eigenkonsum oder den Export genutzt, wird nun in einer Kooperative von 300 Kleinbauern weiter verarbeitet. Die Früchte werden gepresst, das Öl treibt drei Generatoren an und versorgt 400 Familien mit Strom. Zugleich entsteht eine wirtschaftliche Dynamik: Mit Strom und Licht können die Menschen auch nachts arbeiten.

### Spanien – Energieversorgung mit Sonne und Flüssigsalz
Dass Solarkraft auch in Mega-Cities wie Los Angeles einen bedeutenden Anteil der Energieversorgung übernehmen könnte, zeigt das 200 Hektar große Solarwärmekraftwerk Andasol in La Calahorra. Es kann mit einer Leistung von 50 Megawatt pro Jahr 180 Gigawattstunden Strom produzieren und damit 45.000 Familien oder 100.000 Einzelpersonen mit Strom aus erneuerbaren Energien versorgen. Die gewonnene Energie wird nicht nur direkt der Turbine zur Stromerzeugung zugeleitet, sondern teilweise auch für die Nacht gespeichert. Hierzu werden Flüssigsalz-Speicher eingesetzt.
Preben Maegaard sinniert, dass ein solches Kraftwerk in Verbindung mit solaren Kleinanlagen und Windkraftanlagen wie geschaffen wäre für viele Großstädte, welche in der Wüste liegen.
Siehe auch: DESERTEC

### Energiewende bis 2050 – mit Solartechnik aus China
Zhengrong Shi ist davon überzeugt, dass die nächste industrielle Revolution die Energierevolution sein wird. Der Geschäftsführer des chinesischen Unternehmens Suntech Power, ist davon überzeugt, dass Solarstrom in drei bis fünf Jahren billiger sein wird als konventionell hergestellter Strom. Sein Unternehmen ist Weltmarktführer. „Ich glaube, die nächste industrielle Revolution ist die Energierevolution,“ sagt er. „Wenn China weiterhin stark wachsen will, muss es sich mit der Umwelt beschäftigen.“
In einer Rede an der Tongji-Universität in Shanghai erklärt Hermann Scheer, dass er die vollständige Umstellung Chinas auf erneuerbare Energien für möglich und auch für bezahlbar hält. Bei erneuerbaren Energien entfallen die Brennstoffkosten und werden Umweltfolgeschäden minimiert, sodass nur die Technikkosten verbleiben, welche durch Steigerung der Produktion und technologische Verbesserungen wiederum deutlich sinken können. Zengrong Shi hält die Umstellung auf 100 % erneuerbare Energien bis zum Jahr 2040 oder 2050 für möglich.
In Paris empfiehlt Fatih Birol dagegen, die Kohle umweltfreundlicher zu nutzen und das entstehende CO2 in unterirdischen Speichern einzulagern (CO2-Abscheidung und -Speicherung).
Hermann Scheer hält diese Empfehlung für ein Pulverfass und vorgeschoben: „Das alles wird nur aus einem einzigen Grund gemacht – damit man weiter festhalten kann an der herkömmlichen Energieversorgung, ein paar Jahrzehnte mehr. Hauptsache keine erneuerbaren Energien, denn die provozieren den Strukturwandel der Energiewirtschaft.“ Er weist darauf hin, dass 40 Prozent des Energieverbrauchs durch umweltfreundliches Bauen, Wohnen und Sanieren eingespart werden könnten. „Dieses wird die gesamte Energieversorgung revolutionieren. Denn wenn die heutige Energiewirtschaft 40 Prozent ihres Absatzes verliert, hat sie keine Chance mehr weiterzubestehen.“
Es wird darauf hingewiesen, dass der Betrieb eines Kohlekraftwerks mit Kohlendioxidspeicherung zu jährlichen Mehrkosten von 150 Millionen Euro führen würde.

### „Arm ist, wer seine kreative Energie nicht nutzen kann“
In Dhaka, der Hauptstadt von Bangladesch, erarbeitete Muhammad Yunus das Konzept der Mikrokredite für die arme Landbevölkerung. Dahinter steckt seine Philosophie, dass jeder Mensch etwas aus sich machen kann, wenn er nur die Gelegenheit dazu hat: „Arm ist für mich nur jemand, der seine kreative Energie nicht nutzen kann.“ Für seinen Erfolg wurde er mit dem Friedensnobelpreis ausgezeichnet.
Seit 1996 betreibt Yunus’ Grameen-Bank ein Tochter-Unternehmen für erneuerbare Energien: Grameen Shakti installiert auf den Dächern in Bangladesch jeden Monat 8.000 Solarmodule. Kunden und Techniker sind zumeist Frauen. „Wir sprechen gezielt Frauen an, weil ihr Reich das Haus ist, und das Solarsystem ist zu Hause“ sagt Dipal Barua von Grameen Shakti. In den Dörfern laufen dafür Ausbildungsprojekte für Schulkinder, Kundinnen, Technikerinnen. Frauen löten Solar-Laderegler und Vorschaltgeräte zusammen. „Jede kann die Technik verstehen und auch reparieren.“ Die Frauen verdienen damit 100 Dollar im Monat und müssen zum Arbeiten nicht in die Städte ziehen. Jede kann am wirtschaftlichen Erfolg teilhaben – und zwar mithilfe von erneuerbaren Energien.

### „Friedhof der Träume“ auf den Hügeln Kaliforniens
In Kalifornien steht ein veralteter Windpark still. Er stammt aus der Zeit der Ölkrise in den 70er-Jahren. Als Öl wieder etwas günstiger wurde, wurde unter Ronald Reagan wieder auf fossile Energie gesetzt. Hermann Scheer nennt die Anlage einen Friedhof der damaligen Träume: „Der Aufbruch ins Solarzeitalter wurde jäh abgebrochen durch eine koordinierte Machenschaft amerikanischer Energiekonzerne mit ihren politischen Helfershelfern.“ Würde man die Windräder durch moderne Anlagen ersetzen, könne man fünf Atomkraftwerke abschalten, sagt Scheer.

### Neue Konzepte für die Fahrzeugindustrie: Vom Elektro-Auto zum „E-Flugzeug“
Der kalifornische Unternehmer Elon Musk stellt schnittige Sportwagen her – und alle Fahrzeuge haben einen Elektro-Antrieb. Der Strom dafür kommt aus erneuerbaren Energien. Als Nächstes will Musk die Fahrzeuge in größerer Serie für den Massenmarkt bauen. Er hat bereits eine Idee für ein Elektro-Flugzeug, das nicht mehr mit Kerosin betrieben werden muss. Mit einem veränderten Design, glaubt Musk, könnte ein E-Flugzeug immerhin 4000 Meilen ununterbrochen fliegen. Sein Team arbeitet an der Entwicklung.
In Norwegens Hauptstadt Oslo ist Jan-Olaf Willums bereits in der Serienfertigung des Elektrofahrzeugs Think City aktiv. Der Unternehmer rechnet für die Zukunft mit flexiblen Lösungen: Mehr Menschen werden sowohl das Auto als auch öffentliche Verkehrsmittel nutzen. Auch das Carsharing sei stark im Kommen. Seine Elektroautos könnten bereits bestimmen, zu welcher Zeit sie geladen werden, auch würde man gerne mit den Elektrizitätsunternehmen zusammenarbeiten, sodass die Aufladung dann erfolgt, wenn geringe Nachfrage nach Strom herrscht (beispielsweise in der Nacht) oder wenn der Wind stark weht und es gerade ein Überangebot an Strom aus Windenergie gibt. Zudem werde man die Verteilung der Elektrizität flexibler handhaben können, je nachdem, wo sie gerade nachgefragt wird: „Wenn man plötzlich etwas mehr Strom braucht, weil gerade alle kochen wollen, dann können wir aus 1.000 oder 5.000 Autos Strom für eine halbe Stunde borgen und dann wieder zurückschicken.“
Es wird darauf hingewiesen, dass die Ölindustrie jährlich mehr als zwei Billionen Liter Treibstoff für Transport und Verkehr verkauft, was einem Viertel des Energieverbrauchs der Welt entspricht.

### Batterien aufladen an der Zapfsäule
Maria Skyllas-Kazacos ist Professorin für Chemietechnik an der University of New South Wales in Australien und erforscht neue Speichertechniken für Strom. Um überschüssige Energie – für Zeiten, in denen nicht genügend Wind oder Sonne vorhanden ist – zu speichern, wäre es am besten, sie in elektro-chemischen Batterien zu speichern, da man damit 80 % der Energie wieder nutzen könnte. So hat sie die elektro-chemische Vanadium Redox Flow-Batterie entwickelt.
Die Redox-Flow-Batterie ist der einzige Batterie-Typ, den man sowohl mit Strom, als auch (ohne langen Ladevorgang) sofort mit einer Flüssigkeit aufladen kann. So könnte man beispielsweise eine entladene Batterie an einer Tankstelle durch Wiederauffüllen der Flüssigkeit laden – so wie man heute Benzin tankt.

### Der einfachste Weg zu weniger CO2: Stoppt die Abholzung des Regenwalds
Umweltaktivistin Bianca Jagger steigt auf eine Aussichtsplattform auf einem riesigen Baum am brasilianischen Amazonas und blickt über den sattgrünen Regenwald. Die Trägerin des alternativen Nobelpreises setzt sich dafür ein, dass dessen Abholzung zumindest gebremst wird.
Jaggers Begleiter von der Amazonas Sustainable Foundation (Fundação Amazonas Sustentável) erklärt, dass 80 Prozent des weltweiten CO2-Ausstoßes durch Verbrennung von fossilen Brennstoffen wie Öl, Gas und Kohle entsteht, als Nächstes folgt mit 18 Prozent des CO2-Anteils bereits die Abholzung des Regenwaldes. Deshalb muss sowohl der Verbrauch der fossilen Brennstoffe verringert als auch die Abholzung des Regenwaldes gestoppt werden. Wird außerdem umfassend aufgeforstet, kann CO2 im Ökosystem gebunden werden – eine einfache und billige Art des Klimaschutzes. Regierungen und Menschen müssen dafür gewonnen werden, dass sie den Regenwald schützen, sagt Jagger. In dem Dorf Juma bekommen beispielsweise die Bauern 25 Dollar Wald-Geld im Monat, als Ausgleich dafür, dass sie keine Bäume mehr fällen oder brandroden.

## Begleitende Eventkampagnen und Finanzierung
Der Film möchte mehr sein als ein schlichter Kinohit: Um den Film formieren sich über Hundert Aktionsbündnisse und Eventpartner. Sie holen den Film in ihre Orte und organisieren viele eigene, begleitende Aktionen, Kampagnen und Veranstaltungen. Er wird als „Werkzeug“ genutzt, um durch Medienaktivismus die Botschaft zu verbreiten, dass eine dezentrale Vollversorgung mithilfe erneuerbarer Energien nicht nur möglich, sondern auch für die Gesellschaft besser ist als die nuklear-fossile Energieversorgung.
Viele kleine Unternehmen, Verbände, Vereine, unabhängige Organisationen und unzählige Privatpersonen ermöglichten mit vielen kleinen Summen (Crowdfunding) die Dreharbeiten mit über einer Million Euro. Beispielsweise konnten sich die Unterstützer Filmbausteine kaufen und wurden dafür im Abspann genannt oder erhielten DVDs des Films. Dennoch betont Fechner: „Jegliche Einflussnahme auf die Inhalte des Films von Seiten der Financiers wurde im Vorfeld vertraglich ausgeschlossen.“
Die Schweizer Nachhaltigkeits-Initiative „Filme für die Erde“ verteilte bis Mitte 2011 kostenlos 3500 DVDs des Films, die aber nicht behalten, sondern von Freund zu Freund weitergegeben werden sollen.

## Veröffentlichung
- Kino: Kinostart in Deutschland war am 18. März 2010. In den USA wurde der Film am 6. März 2011 im Rahmen des San Francisco Green Film Festival gezeigt.
- DVD: Der Film wurde am 9. Dezember 2010 auf DVD veröffentlicht. Die DVD enthält neben der deutschen Fassung (bei der fremdsprachige Stellen mit deutschem Voice-over versehen sind) auch eine Fassung mit den Originalsprachen und deutschen Untertiteln.
- TV: Erstausstrahlung im Fernsehen war am 3. Mai 2011 auf ARTE im Rahmen des Themenabends „Freie Energie für alle!“[10]
- Internet: Der Film wurde mittlerweile unter der CC-BY-NC-ND-Lizenz veröffentlicht und kann für einen frei festlegbaren Preis heruntergeladen werden.[11]

## Kritiken
Bereits vor dem Filmstart bekam der Film in vielen Medien positive Kritiken.

„Die positive Antwort auf Al Gores Eine unbequeme Wahrheit“

„Plädoyer für die Energiewende

Es gehe nicht darum, in Lethargie zu verfallen, sondern zu handeln“

„So gut sah die Energiewende noch nie aus

Was ‚Die 4. Revolution‘ … einzigartig macht: Es ist der erste Film, der auf die Bedrohung durch den Klimawandel tatsächlich eine positive Antwort hat.“

„Ausgangspunkt für diese bemerkenswerte Dokumentation war ein Buch des Politikers Hermann Scheer, der davon überzeugt ist, dass die Welt zu 100 Prozent mit erneuerbarer Energie versorgt werden kann. Der Film stellt verschiedene Projekte vor, die darauf abzielen, die Macht der Stromkonzerne zu brechen und eine Demokratisierung der Energiegewinnung einzuleiten. Visionäre Doku, die Auswege aus der Energiekrise aufzeigt“

„Ein Kinofilm will die Welt verändern
‚Die vierte Revolution – EnergyAutonomie‘ ist spektakuläres Kino und bedeutsame Botschaft zugleich. Der Film will nichts weniger als den Beweis antreten, dass die weltweite Energiewende möglich ist – wenn die Menschen es nur wollen.“
„Atemberaubende Bilder und große Emotionen – das kann nur Kino vermitteln. Vier Jahre nach Al Gores Leinwanderfolg über die drohende Klimakatastrophe soll jetzt ein deutscher Kinofilm den Ausweg zeigen.“
„Eine nahe Zukunft ohne Energiesorgen, ohne Abhängigkeit von großen Energiekonzernen: ‚Die 4. Revolution – Energy Autonomy‘ ist mehr als ein Film, den der Filmemacher Carl-A. Fechner in die Kinos bringt.“

„Licht für Afrika, Solartechnikerinnen in Bangladesh, Windräder in Kalifornien! Der Dokumentarfilm ‚Die 4. Revolution‘ zeigt, dass die radikale Umwälzung des Energiemarktes gegen alle Aussagen der Kraftwerks-Lobby möglich ist. Steht die nächste gesellschaftliche Revolution kurz bevor?“

„Es ist nicht zu teuer, nicht unrealistisch und seht her, es ist bereits Realität.
„Ökologisches Bewusstsein gehört nicht erst seit Kyoto zur Grundeigenschaft der westlichen Welt, das lässt sich schwer leugnen. Dass diese jedoch weit davon entfernt ist, sich von Lippenbekenntnissen zu lösen, will ein Dokumentarfilm mit dem Titel „Die 4. Revolution – Energy Autonomy“ zeigen, aber gleichzeitig Hoffnung machen.““

„Die 4. Revolution – ein Kinofilm, der die Welt ein Stück verändert. Atemberaubende Bilder und große Emotionen – das kann nur Kino vermitteln. Vier Jahre nach Al Gores Leinwanderfolg über die drohende Klimakatastrophe soll jetzt ein deutscher Kinofilm den Ausweg zeigen.“

„Viele Steine für ein neues Energie-Mosaik

Der Film transportiert eine Vision: Eine Welt, deren Energieversorgung zu 100 Prozent aus erneuerbaren Quellen gespeist ist – nicht produziert von einigen wenigen Konzernen, sondern von vielen kleinen Anlagen. Das Werk von Carl-A. Fechner zeigt viele beispielhafte Projekte.“

„Eine erfreuliche Wahrheit

Nur noch mit Sonne, Wind oder Biogas heizen und fahren? Und das weltweit innerhalb von 30 Jahren? Ein schöner Traum oder realistische Perspektive? Die Macher dieses engagierten Dokumentarfilms halten den Umstieg für möglich. In der Tradition von Eine unbequeme Wahrheit und ähnlich engagiert wie Plastic Planet will Regisseur Carl-A. Fechner mehr als nur aufklären. Er will zum Handeln anregen.“

„In 80 Thesen um die Welt

Nun ist Hermann Scheer allerdings ja überhaupt auch alles andere als ein Vollidiot, im Gegenteil: Auch wenn man ihm wirklich keinen Heiligenschein aufsetzen muss, […] sagt er doch viele kluge Sachen, und vor allem sagt er sie meistens auf Deutsch - was man zu schätzen lernt bei einem Film, bei dem man die Hälfte der Zeit mit Untertitellesen zubringt.
[…]
Dies ist ein sendungsbewusster Werbefilm für erneuerbare Energien und entsprechende Technik. Schlicht in der Machart, macht er auf wichtige Themen und Fragen aufmerksam, ohne allerdings immer die Antworten zu liefern.
[…]
Begrenzt immerhin geht es auch um Information. Diese krankt vor allem daran, dass mögliche Einwände nicht ernsthaft diskutiert werden, und man sich deswegen darauf verlassen muss, dass man vom Film fair und ausgewogen informiert wird. Schon wahr: Wer verlangt Fairness von einem Werbefilm? Oder auch nur Information.“

„Regisseur Carl-A. Fechners ‚Die 4. Revolution – Energy Autonomy‘ ist ein ambitioniertes Plädoyer für alternative Energien. Anhand intensiver Recherche stellt Fechner nicht nur Mittel und Wege vor, wie die Welt nachhaltig bewahrt werden kann, er fühlt auch der Energielobby auf den Zahn.

[…] ein informatives, ambitioniertes Dokument, das aufklärt, warnt, überrascht, neugierig stimmt und nicht zuletzt den Stromverbraucher anregt, über Alternativen nachzudenken.“

## Auszeichnungen
- Die Deutsche Film- und Medienbewertung (FBW) verlieh dem Film das Prädikat „besonders wertvoll“.
- Verleihung „Goldene Filmspule“ 2011 für Carl-A. Fechner
- Nominierung Deutscher Nachhaltigkeitspreis 2010 für fechnerMEDIA
- Nominierung Deutscher Kamerapreis 2010 in der Kategorie Dokumentarfilm/Dokumentation für Sorin Dragoi